# Burgos (Surigao del Norte)
Burgos è una municipalità di sesta classe delle Filippine, situata nella Provincia di Surigao del Norte, nella Regione di Caraga.
Burgos è formata da 6 baranggay:
- Baybay
- Bitaug
- Matin-ao
- Poblacion 1
- Poblacion 2
- San Mateo